# Adenophora biloba
Adenophora biloba är en klockväxtart som beskrevs av Yi Zhi Zhao. Adenophora biloba ingår i släktet kragklockor, och familjen klockväxter. Inga underarter finns listade i Catalogue of Life.